# Kosmos 2357
Kosmos 2357, ruski vojni komunikacijski satelit iz programa Kosmos. Vrste je Strijela-3 (br. 142 L (442)).
Lansiran je 15. lipnja 1998. godine u 22:58 s kozmodroma Pljesecka u Rusiji. Lansiran je u nisku orbitu oko planeta Zemlje raketom nosačem Ciklon-3 11K68. Orbita mu je 1293 km u perigeju i 1863 km u apogeju. Orbitna inklinacija mu je 82,58°. Spacetrackov kataloški broj je 25368. COSPARova oznaka je 1998-036-F. Zemlju obilazi u 117,71 minutu. Masa pri lansiranju bila je 225 kg.
Promjera je 1 metar i visina glavnog dijela 1,5 metara. Gravitacijsko-gradijentska usmjerena antena ispružena je u orbiti radi stabiliziranja visine. 
Strijela-3 su bili sateliti namijenjeni vojnim i vladinim komunikacijama. Bili su jednostavni sustav pohrane-ispuštanja posebice koristan u prosljeđivanju (relejno) neesencijalna prometa između Ruske Federacije i prekomorskih postaja ili snaga.

## Vanjske poveznice
- N2YO.com Search Satellite Database
- Celes Trak SATCAT Format Documentation (engl.)
- Kunstman  Arhivirana inačica izvorne stranice od 12. kolovoza 2019. (Wayback Machine) Satellites in Orbit (engl.)